# 林洋一
林 洋一（はやし よういち、1950年 - ）は、日本の工学者、青山学院大学理工学部教授（工学博士）。超電導応用、パワーエレクトロニクスを研究テーマとする。

## 人物
岐阜県出身。愛媛大学工学部電気工学科助手、東京工業大学工学部電気電子工学科助手などを経て、青山学院大学理工学部電気電子工学科教授、同大学情報科学研究センター所長。所属学会は電気学会、パワーエレクトロニクス学会、エネルギー・資源研究会である。
ソーラーカーの開発研究もしており、1999年より全日本学生ソーラーカーチャンピオンシップ組織委員会理事を務める。2001年～2002年には電気学会パワーMOSFET標準特別委員会委員、1997年〜2005年は日本学術会議の人工物設計・生産研究連絡委員会委員を務めていた。

## 学歴
- 名古屋大学工学部電子工学科卒業
- 名古屋大学大学院工学研究科修士課程電気工学専攻修了